# The Treasures Within Hearts
The Treasures Within Hearts è il primo album pubblicato dalla band finlandese gothic metal Entwine.

## Tracce
1. Thy Guiding Light
2. Deliverance
3. In the Frame Of Wilderness
4. My Mistress
5. Enjoy the Silence
6. Veiled Woman
7. Don't Let This Night Be Over

## Formazione
- Mika Tauriainen - voce
- Tom Mikkola - chitarra
- Jaani Kähkönen - chitarra
- Riitta Heikkonen - tastiere, voce
- Joni Miettinen - basso
- Aksu Hanttu - batteria